# Заир на летних Олимпийских играх 1992
Заир принимал участие в Летних Олимпийских играх 1992 года в Барселоне (Испания) в четвёртый раз за свою историю, но не завоевал ни одной медали. Сборную страны представляли 17 атлетов. Как и на прошлой Олимпиаде заирскую сборную представляли легкоатлеты, боксёры, велогонщика, а также впервые в истории на Играх выступили заирские дзюдоисты.

## Результаты

### Бокс
Спортсмен — 1
| Спортсмен         | Весовая категория | Первый раунд  | Второй раунд              | Четвертьфинал        | Полуфинал            | Финал                | Финал |
| Спортсмен         | Весовая категория | Соперник Счёт | Соперник Счёт             | Соперник Счёт        | Соперник Счёт        | Соперник Счёт        | Место |
| ----------------- | ----------------- | ------------- | ------------------------- | -------------------- | -------------------- | -------------------- | ----- |
| Мохамед Суливанги | до 75 кг          | —             | Крис Джонсон Канада П RSC | Завершил выступления | Завершил выступления | Завершил выступления | 9     |

### Велоспорт
Спортсменов — 3
| Спортсмен         | Дисциплина              | Время | Место |
| ----------------- | ----------------------- | ----- | ----- |
| Мобанге Амиси     | Групповая гонка, 194 км | DNF   | DNF   |
| Селенге Кимото    | Групповая гонка, 194 км | DNF   | DNF   |
| Нджибу Нголоминги | Групповая гонка, 194 км | DNF   | DNF   |

### Дзюдо
Спортсменов — 6
| Спортсмен          | Весовая категория | Первый раунд                            | 1/16 финала                               | 1/8 финала                     | Четвертьфинал        | Полуфинал            | Утешительный первый раунд       | Утешительный второй раунд           | Утешительный третий раунд | Утешительный полуфинал | За 3-е место         | Финал              | Место |
| Спортсмен          | Весовая категория | Соперник Результат                      | Соперник Результат                        | Соперник Результат             | Соперник Результат   | Соперник Результат   | Соперник Результат              | Соперник Результат                  | Соперник Результат        | Соперник Результат     | Соперник Результат   | Соперник Результат | Место |
| ------------------ | ----------------- | --------------------------------------- | ----------------------------------------- | ------------------------------ | -------------------- | -------------------- | ------------------------------- | ----------------------------------- | ------------------------- | ---------------------- | -------------------- | ------------------ | ----- |
| Босоло Мобандо     | до 60 кг          | Нонилобал Хьен Буркина-Фасо В 1000-0000 | Али Гейдар Али Мохамед Кувейт П 0000-1000 | Завершил выступления           | Завершил выступления | Завершил выступления |                                 |                                     |                           |                        |                      |                    | 23    |
| Дикубенга Маватику | до 65 кг          | Йожеф Чак Венгрия П 0000-1000           |                                           |                                |                      |                      | Иван Нетов Болгария П 0000-1000 | Завершил выступления                | Завершил выступления      | Завершил выступления   | Завершил выступления |                    | 17    |
| Лусамбу Мафута     | до 71 кг          | Хосе Мария де Хесус Ангола В 1000-0000  | Штефан Дотт Германия П 0000-1000          |                                |                      |                      |                                 | Бруно Карабатта Франция П 0000-1000 | Завершил выступления      | Завершил выступления   | Завершил выступления |                    | 13    |
| Мусуйю Китама      | до 78 кг          | Жолт Жолдош Венгрия П 0000-1000         | Завершил выступления                      | Завершил выступления           | Завершил выступления | Завершил выступления |                                 |                                     |                           |                        |                      |                    | 34    |
| Илуалома Исако     | до 86 кг          | —                                       | Андре Маюнга ЦАР В 1000-0000              | Андрес Франко Куба П 0000-1000 | Завершил выступления | Завершил выступления |                                 |                                     |                           |                        |                      |                    | 17    |
| Мамут Мбога        | до 95 кг          | —                                       | Аурелио Мигель Бразилия П 0000-0001       | Завершил выступления           | Завершил выступления | Завершил выступления |                                 |                                     |                           |                        |                      |                    | 17    |

### Лёгкая атлетика
Спортсменов — 7
Мужчины
| Спортсмен                                                 | Дисциплина       | Четвертьфинал | Четвертьфинал | Четвертьфинал | Полуфинал            | Полуфинал            | Полуфинал            | Финал                 | Финал                 |
| Спортсмен                                                 | Дисциплина       | Время         | Место         | Итог          | Время                | Место                | Итог                 | Время                 | Место                 |
| --------------------------------------------------------- | ---------------- | ------------- | ------------- | ------------- | -------------------- | -------------------- | -------------------- | --------------------- | --------------------- |
| Илунга Кафила                                             | 800 м            | 1:57,73       | 8             | 52            | Завершил выступления | Завершил выступления | Завершил выступления | Завершил выступления  | Завершил выступления  |
| Калека Мутоке                                             | 1500 м           | 3:53,71       | 10            | 40            | Завершил выступления | Завершил выступления | Завершил выступления | Завершил выступления  | Завершил выступления  |
| Вилли Каломбо                                             | 5000 м           | DNF           | DNF           | DNF           |                      |                      |                      | Завершил выступления  | Завершил выступления  |
| Вилли Каломбо                                             | Марафон          |               |               |               |                      |                      |                      | 2:23:47               | 50                    |
| Илунга Кафила Луаса Батунжиле Калека Мутоке Шинту Кибамбе | эстафета 4х400 м |               |               |               | 3:21,91              | 8                    | 21                   | Завершили выступления | Завершили выступления |

Женщины
| Спортсменка    | Дисциплина | Первый раунд | Первый раунд | Первый раунд | Четвертьфинал         | Четвертьфинал         | Четвертьфинал         | Полуфинал             | Полуфинал             | Полуфинал             | Финал                 | Финал                 |
| Спортсменка    | Дисциплина | Время        | Место        | Итог         | Время                 | Место                 | Итог                  | Время                 | Место                 | Итог                  | Время                 | Место                 |
| -------------- | ---------- | ------------ | ------------ | ------------ | --------------------- | --------------------- | --------------------- | --------------------- | --------------------- | --------------------- | --------------------- | --------------------- |
| Муйегбе Мубала | 100 м      | 12,76        | 8            | 51           | Завершила выступления | Завершила выступления | Завершила выступления | Завершила выступления | Завершила выступления | Завершила выступления | Завершила выступления | Завершила выступления |
| Кунгу Бакомбо  | Марафон    |              |              |              |                       |                       |                       |                       |                       |                       | 3:29:10               | 37                    |